# Двенадцатицветник холодолюбивый
Двенадцатицветник холодолюбивый или дряквенник холодный (лат. Dodecatheon frigidum) — вид многолетних травянистых растений рода Dodecatheon, который иногда рассматривают как секцию рода Первоцвет (Primula), семейства Первоцветные (Primulaceae).

## Описание
Растение достигает 40 см в высоту, стебель покрыт железистыми, слегка опушёнными волосками. Обычно одревесневшие стеблекорни горизонтальные и удлинённые, и ясно видны при цветении. Корни красноватого оттенка, дочерние луковицы отсутствуют.
Листья D. frigidum 6 см в длину и 2,5 см в ширину, имеют овально-эллиптическую форму с клинковидным основанием. Они образуют розетку на корневище с пленчатыми остатками листьев.
Соцветие зонтиковидной формы и состоит из 2-7 цветков. Чашечка цветка разделена на 5 заостренных зубцов чёрного или темно-зелёного цвета. В венчике 5 лилово-пурпурных неравных лепестков до 15 мм в длину. Лепестки продолговатые, тянутся к цветоножке. Прицветники узкие и копьевидные, составляют около 3-8 мм.
У цветка 5 тычинок, нити которых сложены в прямую трубку. Коробочка имеет удлинённую и цилиндрическую форму, пигментация между красно-коричневым и пурпурным. Стенки тонкие и гибкие.
Мембрана по краям семян отсутствует. Число хромосом: 2n = 44. Цветет летом.

## Распространение
D. frigidum — самый северный представитель рода. Ареал включает в себя запад Северной Америки и Дальний Восток России, в частности, Чукотский полуостров. На американском континенте вид распространен в Британской Колумбии, северо-западном Саскачеване (округ Маккензи), Юконе и на Северо-Западных территориях. Растение также встречается на Аляске.
Основные места обитания — тундры нивального климата, снежные лужайки, разнотравные ивовые и хвойные леса. Предпочитает расти у берегов озёр и ручьёв, вблизи тающего льда или вечной мерзлоты, а также на известняковых и каменистых склонах.
Встречается на высоте 0-1900 м над уровнем моря.

## Экология и охранные меры
Основную угрозу для растения представляет сбор в декоративных целях. В Красной книге МСОП нет информации об охранном статусе D. frigidum, однако растение входит в Красную книгу Чукотского автономного округа. Оно также встречается на территории национального парка «Берингия», охраняемой зоны.